# فريق دعم الطوارئ النووية

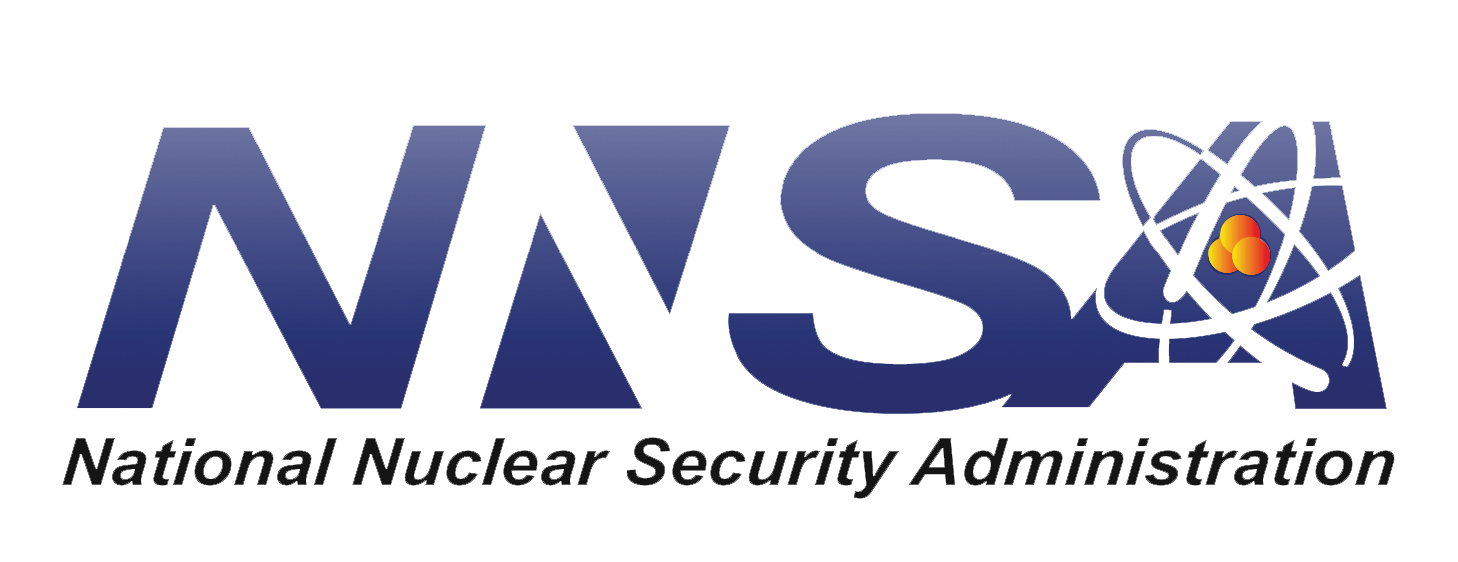

فريق دعم الطوارئ النووية ويرمز لها بالرمز (NEST) والمعروفة سابقا باسم فريق البحث عن الطوارئ النووية وهو فريق من العلماء والفنيين والمهندسين العاملين تحت إدارة الأمن النووي القومي التابعة لوزارة الطاقة بالولايات المتحدة الأمريكية.

## المهام
مهمتهم هي أن يكونوا «مستعدين للرد الفوري على أي نوع من الحوادث أو الحوادث الإشعاعية في أي مكان في العالم».

## الوقت الراهن
وفقا لنشرة العلماء الذريين فإن فريق دعم الطوارئ النووية لديه القدرة على نشر ما يصل إلى 600 شخص في مكان الحادث الإشعاعي على الرغم من أن عمليات النشر لا تتجاوز بالعادة 45 شخص.
يمتلك فريق دعم الطوارئ النووية مجموعة متنوعة من المعدات (يصل وزنها إلى 150 طن) وتحظى بدعم أسطول صغير من الطائرات يتضمن أربع طائرات هليكوبتر وثلاث طائرات وجميعها مزودة بأجهزة الكشف.
عندما تكون هناك استجابة محمولة جواً لحادث ما تمنح إدارة الطيران الفيدرالية فريق دعم الطوارئ النووية لرحلات الطيران أولوية تحكم أعلى ضمن نظام المجال الجوي الوطني للولايات المتحدة.

## القدرات
منذ عام 1975 تم تحذير فريق دعم الطوارئ النووية من 125 تهديد إرهابي نووي ورد على 30 تهديد.
هناك اعتقاد شائعبأن فريق دعم الطوارئ النووية لا يملك التقنية اللازمة للكشف بدقة عن التهديدات النووية ضمن ضوضاء الإشعاع الطبيعي إلا أنها في الواقع لديها القدرة على التمييز بين الإشعاع البشري والإشعاعي الطبيعي منذ سبعينيات القرن الماضي.
في البداية لا تزال هناك بعض المشاكل في هذا التمييز البسيط لأن الإشعاع من صنع الإنسان يشمل أيضا أشياء مثل الإشعاع الطبي على سبيل المثال رجل يخضع للعلاج من مرض جريفز باليود المشع أشعل الإنذارات في مترو أنفاق مدينة نيويورك وبعد تفتيشه واستجوابه تم الإفراج عنه.
منذ إنشائها الأولي تم تحسين معدات الكشف ويمكن الآن معالجة البيانات بدقة كافية للوقوف على نشاط أي عنصر نووي.

## السينما
تم ذكر فريق دعم الطوارئ النووية في السينما مثل:
- أسهم مكسورة (فيلم 1996)
- صانع السلام (فيلم)
- مهمة مستحيلة: سقوط

وكذلك في المسلسلات التلفزيونية مثل:
- 24 (مسلسل)
- إن سي آي إس: لوس أنجلوس

أثيرت الحاجة إلى فريق فريق دعم الطوارئ النووية في حلقة من المسلسل التلفزيوني «القائمة السوداء (مسلسل)» عندما علم أن مجموعة من العملاء الذين يبحثون عنهم هم في الواقع أسلحة نووية موضوعة في مكان ما داخل الولايات المتحدة.